# アダマ
アダマ (オロモ語：Adaamaa)(アムハラ語：አዳማ)はエチオピアのオロミア州の州都。東シェワ県に囲まれる。
首都アディスアベバの南東99kmに位置する。
西には絶壁がそそり立ち、東には大地溝帯が南北に伸びる。

## 経済

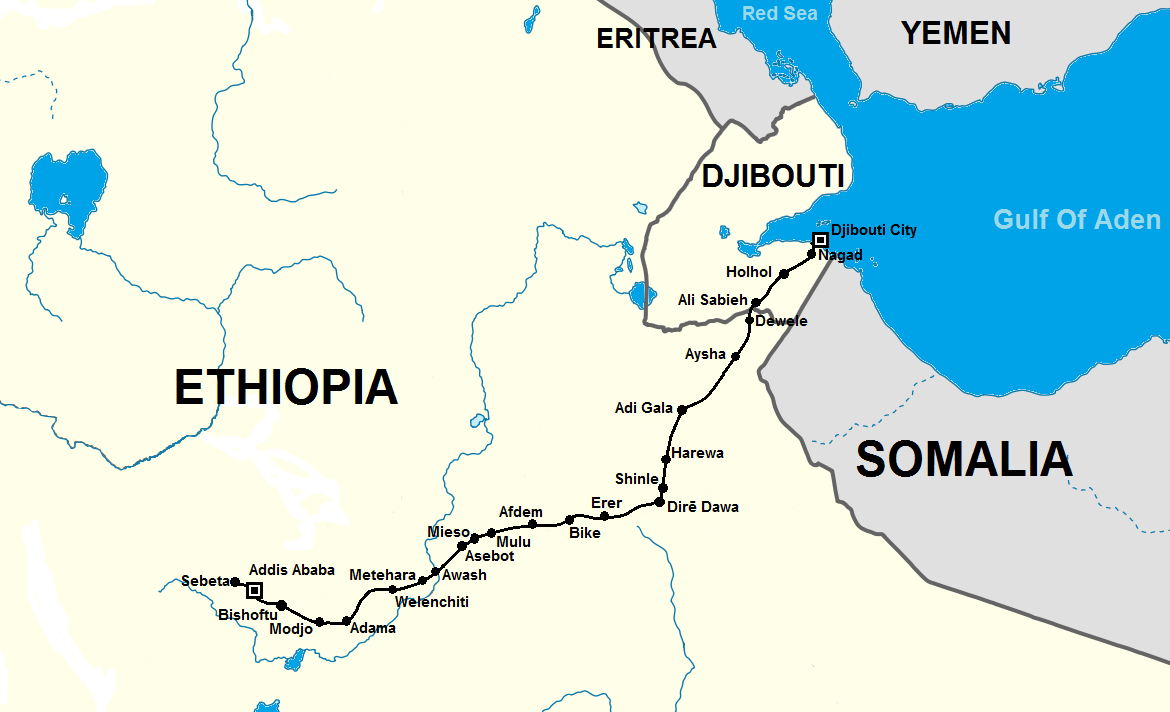
アディスアベバ・ジブチ鉄道

アダマは、アディスアベバとディレ・ダワを結ぶ交通の要所である。
ジブチ港との間を多くのトラックが行き交う。
かつてはアッサブ港とも結ばれていたが、エチオピア・エリトリア国境紛争(1998年～2000年)以後使われなくなった。
アディスアベバ・ジブチ鉄道もアダマを通る。

## 教育
- アダマ大学（英語版）

## スポーツ
- アダマ市F.C.（英語版）：エチオピアサッカー協会（英語版）に所属する。本拠地はアダマ競技場（英語版）。

## 歴史
第二次世界大戦後、ハイレ・セラシエ1世はイスラエルのナザレに因み、アダマからナザレに改称した。
2000年、市は正式に名称をオロモ語のアダマに戻した。また、オロミア州の州都をアディスアベバからアダマに変更した。この変更について、州都変更反対派は「エチオピア政府はオロミア州の中でアディスアベバの地位を低下させたいのだ」と主張した。一方で賛成派は、「アディスアベバはオロモ人の言語や文化、歴史を発展させる中心都市として相応しくなくなったからだ」と主張した。
2005年6月10日、与党エチオピア人民革命民主戦線(EPRDF)と連立を組むオロモ人民民主機構(OPDO)が、州都をフィンフィンネ（オロモ語でアディスアベバを指す）に戻す計画を公式に宣言した。

## 人口
- 1994年：12万7842人(男：6万1965人・女：6万5877人)
- 2007年：22万212人(男：10万8872人・女：11万1340人)
- 2015年：34万2000人

## 民族
- オロモ人：39.02%
- アムハラ人：34.53%
- グラゲ人：11.98%
- シルテ人（英語版）：5.02%
- その他：9.45%

## 第一言語
- アムハラ語：59.25%
- オロモ語：26.25%
- グラゲ諸語（英語版）：6.28%
- その他：8.22%

## 宗教
- エチオピア正教会：63.62%
- イスラム教：24.7%
- ペンタイ（英語版）(エチオピア式プロテスタント)：10.57%[11]

## 姉妹都市
- スィヴァス(トルコ・中央アナトリア地方・スィヴァス県)[12]
- オーロラ(アメリカ合衆国・コロラド州)[13]

## 気候
サバナ気候(Aw)
| アダマの気候                             | アダマの気候 | アダマの気候 | アダマの気候 | アダマの気候 | アダマの気候 | アダマの気候 | アダマの気候 | アダマの気候 | アダマの気候 | アダマの気候 | アダマの気候 | アダマの気候 | アダマの気候  |
| 月                                       | 1月          | 2月          | 3月          | 4月          | 5月          | 6月          | 7月          | 8月          | 9月          | 10月         | 11月         | 12月         | 年            |
| ---------------------------------------- | ------------ | ------------ | ------------ | ------------ | ------------ | ------------ | ------------ | ------------ | ------------ | ------------ | ------------ | ------------ | ------------- |
| 平均最高気温 °C （°F）                   | 27 (81)      | 28.1 (82.6)  | 29.6 (85.3)  | 30.1 (86.2)  | 30.5 (86.9)  | 29.6 (85.3)  | 24.4 (75.9)  | 26.1 (79)    | 27.5 (81.5)  | 27.9 (82.2)  | 26.7 (80.1)  | 25.7 (78.3)  | 27.77 (82.03) |
| 日平均気温 °C （°F）                     | 19.2 (66.6)  | 20.4 (68.7)  | 21.9 (71.4)  | 22.6 (72.7)  | 22.5 (72.5)  | 22.4 (72.3)  | 18.4 (65.1)  | 20.6 (69.1)  | 21.1 (70)    | 20.1 (68.2)  | 18.7 (65.7)  | 18.1 (64.6)  | 20.5 (68.91)  |
| 平均最低気温 °C （°F）                   | 11.4 (52.5)  | 12.8 (55)    | 14.3 (57.7)  | 15.2 (59.4)  | 14.6 (58.3)  | 15.3 (59.5)  | 12.5 (54.5)  | 15.1 (59.2)  | 14.7 (58.5)  | 12.3 (54.1)  | 10.8 (51.4)  | 10.6 (51.1)  | 13.3 (55.93)  |
| 降水量 mm （inch）                       | 11 (0.43)    | 22 (0.87)    | 45 (1.77)    | 58 (2.28)    | 43 (1.69)    | 74 (2.91)    | 201 (7.91)   | 210 (8.27)   | 101 (3.98)   | 24 (0.94)    | 13 (0.51)    | 7 (0.28)     | 809 (31.84)   |
| 平均降雨日数 （≥1 mm）                   | 0            | 0            | 2            | 2            | 4            | 7            | 15           | 14           | 10           | 3            | 1            | 0            | 58            |
| 出典1：Climate-Data.org, altitude: 1618m |              |              |              |              |              |              |              |              |              |              |              |              |               |
| 出典2：Storm247 for rainy days           |              |              |              |              |              |              |              |              |              |              |              |              |               |